# Instytut Las
Instytut Las – druga płyta zespołu Robotobibok wydana w 2002 roku.

## Lista utworów
1. Solina
2. Wymiana tlenu na stacji mir
3. Grzybiarz
4. Vcs*
5. Robot
6. Muzyka do filmu
7. Instytut ruperta s.
8. Vcs**
9. Pomiar czasu
10. O czym szumią wierzby
11. Łódź podwodna

## Zespół
- Jakub Suchar - perkusja
- Maciej Bączyk - gitara, ARP, rhodes
- Marcin Ożóg - kontrabas
- Adam Pindur - saksofony, moog, rhodes, fortepian
- Artur Majewski - trąbka, rhodes

## Szczegóły nagrania
- Nagranie i mix: X-XI 2002 - Michał Czerw; Radio PiK Studio, Bydgoszcz
- Producent - Tomasz Gwinciński & Robotobibok
- Cover & design - Aga Jarząbowa i Kuba Suchar
- Cover photography - Mariusz Twardy